# Anika Nilles
Anika Nilles (Aschaffenburg, 29 de mayo de 1983) es una baterista, compositora y educadora alemana. Inició su carrera publicando videos en YouTube a comienzos de la década de 2010, y hasta la fecha ha lanzado los álbumes de estudio Pikalar en 2017 y For a Colorful Soul en 2020.

## Primeros años
Nilles nació en una familia de músicos y comenzó a tocar la batería a los seis años. En una entrevista para la revista South African Drummer, mencionó que tenía dos tíos, un primo y un padre que también eran bateristas. Según ella, su padre le enseño los primeros grooves al darse cuenta de su interés en la batería.
Tras terminar sus estudios, Nilles trabajó en el ámbito de la educación social, carrera que abandonó para dedicarse por completo a la batería. Obtuvo un título en música popular en la Popakademie Baden-Württemberg de Mannheim.

## Carrera
Publicó su primera composición original, «Wild Boy», en 2013, seguida por «Alter Ego» en 2014. Estos y otros vídeos musicales suelen mostrarla tocando la batería en sincronía con música previamente grabada. En muchos de estos trabajos ha colaborado con el productor y guitarrista Joachim Schneiss. Más adelante, Nilles empezó a ganar reconocimiento y oportunidades fuera de su natal Alemania, incluyendo una gira por Europa, Estados Unidos y China en 2015.
En 2017 lanzó su álbum debut, Pikalar, que incluye diez canciones instrumentales. Para promocionar el disco apareció en la portada de la edición de junio de la revista Modern Drummer. En una entrevista, Nilles explicó que ella misma inventó la palabra «Pikalar», con la intención de que represente «cosas que pasan en la vida y que no se pueden describir».
En octubre de 2018 realizó una gira de clínicas de batería por Estados Unidos. Su segundo álbum de estudio, For A Colorful Soul, salió a la venta en 2020. Alcanzó la tercera posición en las listas de jazz de iTunes en Estados Unidos y ocupó la misma casilla en Alemania.
Nilles enseña en Nexus ICA (Reino Unido), en DRUMEO (Canadá) y en la Popakademie Baden-Württemberg (Alemania). Desde 2021 es directora del departamento de batería en esta última institución. En 2022 se unió a la banda en vivo de Jeff Beck para su gira europea, y un año después participó en una serie de conciertos en homenaje a Beck junto con otros artistas como Johnny Depp, Ronnie Wood, Rod Stewart, Billy Gibbons y Kirk Hammett.

## Influencias
Uno de los mayores referentes de Nilles es Jeff Porcaro, miembro de Toto y baterista de sesión. Otras influencias incluyen a Carter Beauford, Jojo Mayer, Sheryl Crow, Joe Satriani, Dave Matthews Band, Joss Stone, Stanton Moore y Prince.

## Recepción
Fue elegida dos veces como la mejor estrella emergente por la revista Drum, en 2015 y nuevamente en 2016. También ganó la votación de los lectores de Modern Drummer como artista revelación en 2016. Un año después fue votada como la segunda mejor baterista de sesión por Drum y como la tercera mejor instructora en los premios Drummie.

## Equipo y técnica
Nilles ha sido artista patrocinada por Meinl Cymbals, Tama Drums y Evans Drumheads. También utiliza baquetas Promark y anteriormente usó baterías Mapex.
Suele incorporar agrupaciones rítmicas poco convencionales, como quintillos y sextillos, sobre patrones de batería en compás de 4/4.

## Discografía
- «Chary Life» (Sakurai Records, sencillo, 2014)
- «Synergy» (Sakurai Records, sencillo, 2015)
- Pikalar (Sakurai Records, álbum, 2017)
- For a Colorful Soul (Sakurai Records, álbum, 2020)
- «Florida» (Sakurai Records, sencillo, 2021)
- Opuntia (Sakurai Records, EP 2022)